# 바르셀로네타

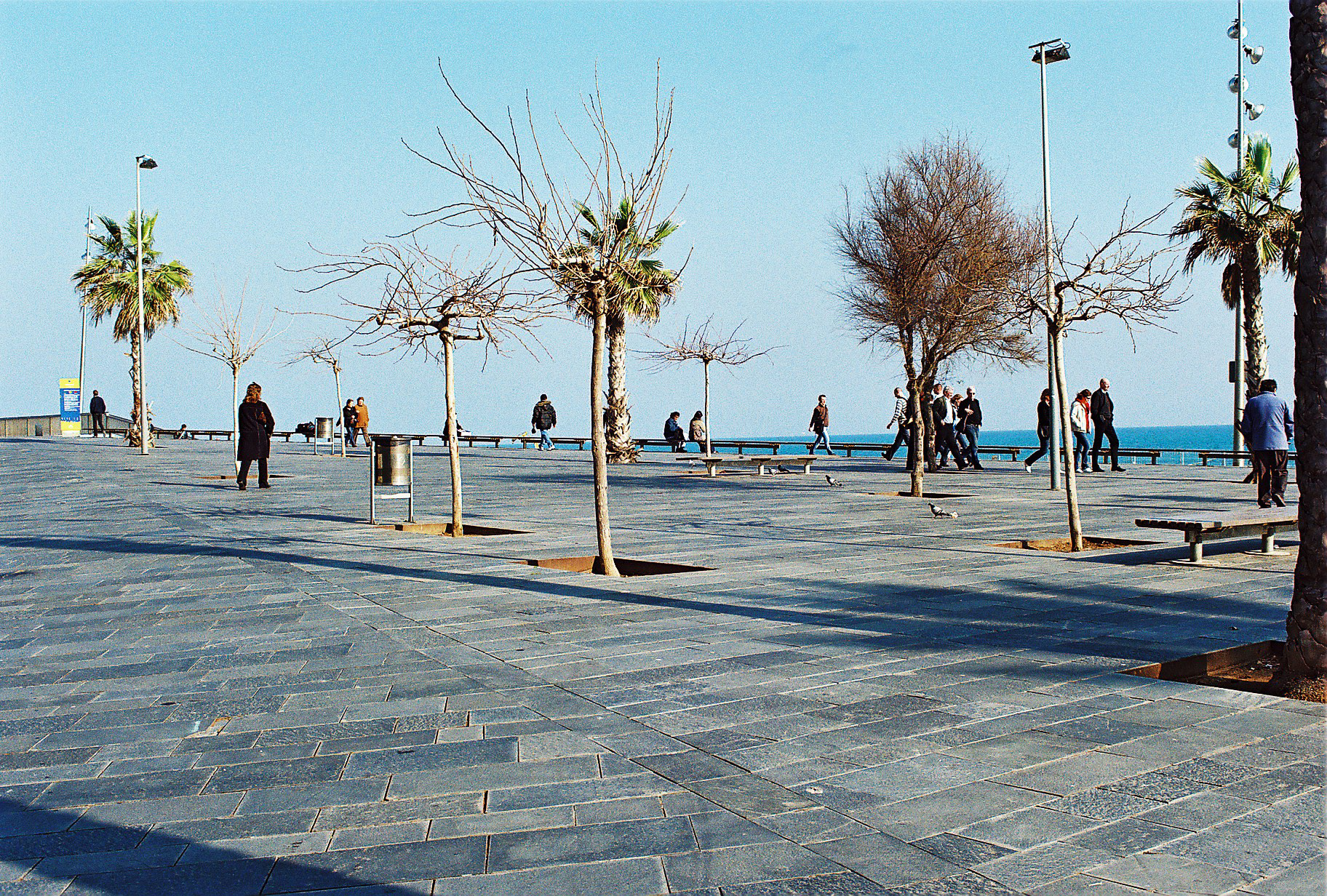
바르셀로네타 해변

바르셀로네타(La Barceloneta)는 스페인 바르셀로나의 동네이다.